# Psychotria elliotii
Psychotria elliotii är en måreväxtart som beskrevs av Cornelis Eliza Bertus Bremekamp. Psychotria elliotii ingår i släktet Psychotria och familjen måreväxter. Inga underarter finns listade i Catalogue of Life.